# One red paperclip

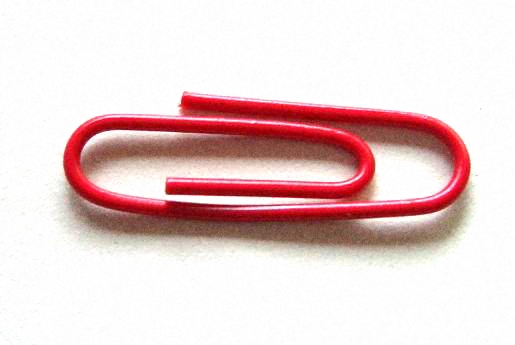
O clipe de papel que Kyle MacDonald trocou por uma casa.

O site One red paperclip(tradução livre: "Um clipe de papel vermelho") foi criado pelo blogueiro canadense Kyle MacDonald, que através de múltiplos escambos, conseguiu de um único clipe de papel vermelho, uma casa, numa série de quatorze trocas online ao longo de um ano.
MacDonald foi inspirado pelo jogo infantil Bigger, Better, e o seu site recebeu uma quantidade considerável de notoriedade por rastrear as transações. "Muitas pessoas vêm me perguntando como eu incitar tanta publicidade para o projeto, e minha simples resposta é: 'Eu não tenho ideia'", disse ele ao BBC.

## Linha do tempo
MacDonald fez sua primeira troca, um clipe de papel vermelho por uma caneta em formato de peixe, em 14 de Julho de 2005. Ele conseguiu atingir sua meta de conseguir uma casa na décima quarta transação, trocando um papel num filme por uma casa. Esta é a lista de todas as transações que MacDonald fez:
1. Em 14 de Julho de 2005, ele foi até Vancouver e trocou o clipe de papel por uma caneta com formato de peixe.
2. Ele então trocou a caneta no mesmo dia por uma maçaneta esculpida a mão de Seattle, Washington.
3. Em 25 de Julho de 2005, ele viajou até Amherst, Massachusetts, com um amigo para trocar sua maçaneta por um fogão portátil Coleman (com combustível).
4. Em 24 de Setembro de 2005, ele foi até Califórnia, e trocou seu fogão portátil por um gerador Honda.
5. Em 16 de Novembro de 2005, ele fez a segunda tentativa (e com sucesso, após seu gerador ter sido confiscado pelo Corpo de Bombeiros da Cidade de Nova York) em Maspeth, Queens, para trocar o gerador por uma "festa instantânea": um barril vazio, um IOU de que encheria o barril com cerveja de escolha do portador, e uma placa de neon da Budweiser. Casa de Kyle MacDonald

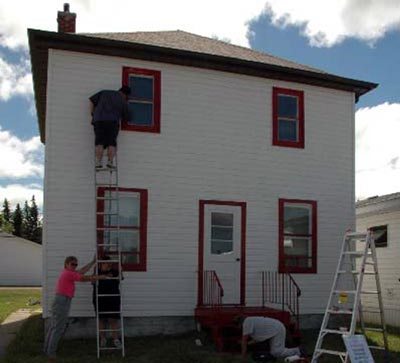
Casa de Kyle MacDonald

6. Em 8 de Dezembro de 2005, ele trocou sua "festa instantânea" com o comediante de Quebec e personalidade da rádio Michel Barrette por uma moto de neve Ski-doo.
7. Dentro de uma semana, ele trocou sua moto de neve por uma viagem para duas pessoas para Yahk, British Columbia, em Fevereiro de 2006.
8. Por volta de 7 de Janeiro de 2006, ele trocou o segundo lugar na viagem para Yahk por um caminhão baú.
9. Por volta de 22 de Fevereiro de 2006, ele trocou seu caminhão baú por um contrato de gravação com Metalworks Studios em Mississauga, Ontario.
10. Por volta de 11 de Abril de 2006, ele trocou o contrato de gravação com Jody Marie Gnant por um aluguel de um ano em Phoenix, Arizona.
11. Por volta de 26 de Abril de 2006, ele trocou seu aluguel de um ano em Phoenix, Arizona por uma tarde com Alice Cooper.
12. Por volta de 26 de Maio de 2006, ele trocou sua tarde com Alice Cooper por um globo de neve motorizado do KISS.
13. Por volta de 2 de Junho de 2006, ele trocou seu globo de neve com Corbin Bernsen por um papel no filme Donna on Demand.[3]
14. Por volta de 5 de Junho de 2006, ele trocou seu papel num filme por uma casa na fazenda de dois andares em Kipling, Saskatchewan.